# マロニエ公園
マロニエ公園（マロニエこうえん）は、大韓民国ソウル特別市鐘路区にある公園である。

## 概要
1975年、周辺にあったソウル大学校が移転した後に整備された。週末には様々なイベントやパフォーマーの路上ライブを見ることができる。

## 交通
地下鉄
 ソウル交通公社4号線恵化駅 徒歩1分

## 園内施設
- 野外コンサート場
- 韓国芸術振興院
- 美術会館